# Dendritična celica
Dendritične celice so vrsta antigen predstavitvenih celic s številnimi izrastki, ki so v intersticiju večine organov in v kličnih središčih limfatičnih foliklov. Aktivirajo se ob stiku z antigeni, ki jih zajamejo in predelajo ter predstavijo imunokompetentnim celicam. Najučinkoviteje med vsemi antigen predstavitvenimi celicami imunskega sistema aktivirajo celice T pomagalke (CD4+) in celice T ubijalke (CD8+). Njihovo delovanje povezuje mehanizme tako prirojene odpornosti kot tudi specifičnega imunskega odziva.

## Nahajanje
V človeškem perifernem obtoku se nahaja nizko število dendritičnih celic, več pa se jih nahaja ob telesnih površinah, kot je sluznica in pod kožo. Dendritične celice v veliki meri migrirajo, pri čemer lahko potujejo iz tkiv v območja limfocitov T in B v sekundarnih limfnih organih, kjer uravnavajo odzive celic T.